# Varennes-Jarcy
Varennes-Jarcy je francouzská obec v departementu Essonne v regionu Île-de-France. Leží 25 kilometrů jihovýchodně od Paříže.

## Jméno obce
Původ jména není znám. V roce 1793 vznikla obec pod jménem Varennes, část Jarcy byla přidána v roce 1904.

## Geografie
Sousední obce: Boussy-Saint-Antoine, Périgny, Brie-Comte-Robert, Quincy-sous-Sénart a Combs-la-Ville.
Obcí protéká řeka Yerres.

## Památky
- kostel sv. Sulpice ze 13. století

## Vývoj počtu obyvatel
Počet obyvatel

## Osobnosti obce
- François Adrien Boieldieu, hudební skladatel, který zde zemřel